# Dilomilis scirpoidea
Dilomilis scirpoidea är en orkidéart som först beskrevs av Rudolf Schlechter, och fick sitt nu gällande namn av Victor Samuel Summerhayes. Dilomilis scirpoidea ingår i släktet Dilomilis och familjen orkidéer. Inga underarter finns listade i Catalogue of Life.